# Perlophiura
Perlophiura is een geslacht van slangsterren uit de familie Ophiuridae.

## Soorten
- Perlophiura profundissima Belyaev & Litvinova, 1972